# The Saints Are Coming
The Saints Are Coming is een single van de Schotse punkband The Skids. Het is afkomstig van hun debuut Scared To Dance uit 1978. Het nummer behaalde positie 48 in de UK Singles Chart. De muziek is geschreven door Stuart Adamson en de tekst door Richard Jobson.

## U2 en Green Day
De teksten van het nummer die gaan over storm en verdrinking werden opnieuw actueel tijdens de rampen met Katrina. In september 2006 brachten U2 en Green Day dit nummer opnieuw op single uit. Het wordt 3FM Megahit en een nummer 1-hit in de Nederlandse Single Top 100 en Nederlandse Top 40.
The Saints Are Coming was een benefietnummer bedoeld om nieuwe instrumenten voor muzikanten uit New Orleans te kunnen kopen. Omdat de opbrengst enkel aan dat doel ten goede kwam, werd er door de platenmaatschappij besloten maar een beperkte oplage te maken en de single maar korte tijd in de hitlijsten te houden.

### Hitnotering
| "The Saints Are Coming" in de Nederlandse Top 40 - binnen: 11-11-2006 | "The Saints Are Coming" in de Nederlandse Top 40 - binnen: 11-11-2006 | "The Saints Are Coming" in de Nederlandse Top 40 - binnen: 11-11-2006 | "The Saints Are Coming" in de Nederlandse Top 40 - binnen: 11-11-2006 | "The Saints Are Coming" in de Nederlandse Top 40 - binnen: 11-11-2006 | "The Saints Are Coming" in de Nederlandse Top 40 - binnen: 11-11-2006 | "The Saints Are Coming" in de Nederlandse Top 40 - binnen: 11-11-2006 | "The Saints Are Coming" in de Nederlandse Top 40 - binnen: 11-11-2006 | "The Saints Are Coming" in de Nederlandse Top 40 - binnen: 11-11-2006 |
| Week                                                                  | 1                                                                     | 2                                                                     | 3                                                                     | 4                                                                     | 5                                                                     | 6                                                                     | 7                                                                     |                                                                       |
| --------------------------------------------------------------------- | --------------------------------------------------------------------- | --------------------------------------------------------------------- | --------------------------------------------------------------------- | --------------------------------------------------------------------- | --------------------------------------------------------------------- | --------------------------------------------------------------------- | --------------------------------------------------------------------- | --------------------------------------------------------------------- |
| Nummer                                                                | 34                                                                    | 1                                                                     | 1                                                                     | 2                                                                     | 12                                                                    | 13                                                                    | 39                                                                    | uit                                                                   |

| "The Saints Are Coming" in de Nederlandse Single Top 100 - binnen: 11-11-2006 | "The Saints Are Coming" in de Nederlandse Single Top 100 - binnen: 11-11-2006 | "The Saints Are Coming" in de Nederlandse Single Top 100 - binnen: 11-11-2006 | "The Saints Are Coming" in de Nederlandse Single Top 100 - binnen: 11-11-2006 | "The Saints Are Coming" in de Nederlandse Single Top 100 - binnen: 11-11-2006 | "The Saints Are Coming" in de Nederlandse Single Top 100 - binnen: 11-11-2006 | "The Saints Are Coming" in de Nederlandse Single Top 100 - binnen: 11-11-2006 | "The Saints Are Coming" in de Nederlandse Single Top 100 - binnen: 11-11-2006 | "The Saints Are Coming" in de Nederlandse Single Top 100 - binnen: 11-11-2006 | "The Saints Are Coming" in de Nederlandse Single Top 100 - binnen: 11-11-2006 | "The Saints Are Coming" in de Nederlandse Single Top 100 - binnen: 11-11-2006 |
| Week                                                                          | 1                                                                             | 2                                                                             | 3                                                                             | 4                                                                             | 5                                                                             | 6                                                                             | 7                                                                             | 8                                                                             | 9                                                                             |                                                                               |
| ----------------------------------------------------------------------------- | ----------------------------------------------------------------------------- | ----------------------------------------------------------------------------- | ----------------------------------------------------------------------------- | ----------------------------------------------------------------------------- | ----------------------------------------------------------------------------- | ----------------------------------------------------------------------------- | ----------------------------------------------------------------------------- | ----------------------------------------------------------------------------- | ----------------------------------------------------------------------------- | ----------------------------------------------------------------------------- |
| Nummer                                                                        | 1                                                                             | 1                                                                             | 6                                                                             | 12                                                                            | 11                                                                            | 34                                                                            | 51                                                                            | 65                                                                            | 85                                                                            | uit                                                                           |

| Nummer met noteringen in de NPO Radio 2 Top 2000 | '15  | '16  | '17  | '18  | '19  | '20  | '21  | '22  | '23  | '24  |
| ------------------------------------------------ | ---- | ---- | ---- | ---- | ---- | ---- | ---- | ---- | ---- | ---- |
| The Saints Are Coming (U2 & Green Day)           | 1186 | 1481 | 1587 | 1374 | 1349 | 1239 | 1470 | 1389 | 1604 | 1174 |

1. ↑  Een vetgedrukt getal geeft de hoogste notering aan.
2. ↑  2015 was het eerste jaar met een notering voor dit nummer.

Bono · The Edge · Adam Clayton · Larry Mullen jr.